# Woodbridge (Royaume-Uni)
Pour les articles homonymes, voir Woodbridge.

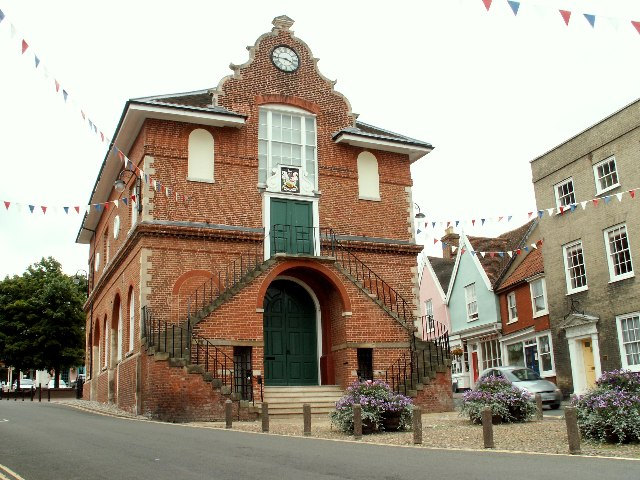
Shire Hall à Woodbridge, Suffolk

Woodbridge est une localité du Suffolk, dans l'Est-Anglie, au Royaume-Uni. Elle constitue la pointe Est de l'Angleterre, à environ 13 km de la côte. Elle s'étend le long du fleuve Deben et compte environ 11 000 habitants. Elle est desservie par une gare (Woodbridge railway station (en)) sur la ligne Ipswich-Lowestoft (East Suffolk Line (en)). Woodbridge est jumelée avec Mussidan en France. Elle est proche du plus important site archéologique anglo-saxon du Royaume-Uni, la tombe-bateau de Sutton Hoo. Avec 1100 ans d'histoire, la ville a accumulé de nombreux témoignages historiques de l'architecture ainsi que des installations de nautisme et des promenades le long des berges de la rivière Deben.

## Gouvernance
Woodbridge dépend du district de Suffolk Coastal dans le comté du Suffolk. Le conseil municipal était formé en 1974 pour un tiers des successeurs du Conseil de district urbain et avait un maire avec 16 conseillers élus pour les quatre circonscriptions.
La ville fait partie de la circonscription Suffolk Coastal et est habituellement représentée par le Parti conservateur en la personne de Therese Coffey et par Caroline Page du Parti libéral-démocrate comme County Councillor.

## Histoire et héritage
Les découvertes archéologiques ont mis au jour dans cette zone des habitations du Néolithique (2500-1700 B.C.).
Cette région passa sous occupation romaine pendant 300 ans à la suite de la rébellion avortée de la reine Boudica en 59 mais il n'y a que peu de traces de la présence romaine. Quand les soldats romains furent rappelés à Rome en 410, il y eut un repeuplement important par les Anglo-Saxons (Germains). Ce furent les Angles qui donnèrent son nom à l'East Anglia.
Au début du VIIe siècle, le roi Rædwald du Royaume d'Est-Anglie fut considéré comme Bretwalda (« seigneur des Bretons » et le plus populaire des rois d'Angleterre. Il mourut vers 624 et c'est probablement le roi qui fut inhumé à Sutton Hoo, juste de l'autre côté du fleuve Deben par rapport à Woodbridge. Le bateau-tombe mesure 89 pieds de long et, quand son trésor fut découvert en 1939, c'était le plus riche jamais trouvé sur le sol anglais. Il a été exposé au British Museum de Londres. Les répliques de certaines pièces et l'histoire de la découverte sont visibles dans le musée de Woodbridge que le National Trust a construit au centre d'information sur le site.
Les premières traces écrites de l'existence de Woodbridge datent du milieu du Xe siècle quand les terres furent acquises par l’évêque Æthelwold de Winchester, qui en fit une partie des biens de la fondation du monastère qu'il aida à refonder à Ely en 970. [réf. nécessaire] Le cadastre de 1086, établi par Guillaume le Conquérant, décrit Woodbridge comme faisant partie des Loes Hundred. La plus grande partie de Woodbridge était louée par la puissante famille Bigot qui construisit le célèbre château de Framlingham.
La ville fut un centre de construction navale, de fabrication de cordages et de voiles dès le Moyen Âge. Édouard III et Francis Drake ont navigué sur des bateaux construits à Woodbridge[réf. nécessaire]. La ville souffrit de la peste de 1349, mais récupéra assez vite avec l'encouragement des chanoines et la prospérité ambiante qui permit la construction d'une nouvelle église, maintenant appelée St. Mary, au-dessus des constructions de la partie sud du marché de la colline (Market Hill)), église construite avec l'argile de la Wash et décorée avec les silex de Thetford. Vers le milieu du XVe siècle, la famille Brews y ajouta une tour et le porche.
Le 12 octobre 1534, le prieur Henry Bassingbourne confirma la suprématie d'Henri VIII sur l’Église d'Angleterre et rejeta le bénéfice du titre d'archevêque romain. Moyennant quoi, le prieuré de Woodbridge fut dissous trois ans plus tard.
Alors que les troubles religieux se poursuivaient sous le règne de la reine catholique Mary Tudor, Alexander Gooch, un tisserand de Woodbridge, et Alice Driver de Grundisburgh furent brûlés pour hérésie sur la lande de Rushmere. Alice eut préalablement les oreilles arrachées pour avoir comparé la reine à Mary à Jezebel.
Le repeuplement religieux sous Élisabeth Ire d'Angleterre contribua grandement à la prospérité de l'industrie de Woodbridge et en particulier la fabrication des vêtements de marine, des cordes et la production du sel, de même que le commerce de la laine. Le port fut élargi et la fabrication des bateaux et le commerce du bois devinrent très lucratifs, si bien qu'une maison de la douane fut installée en 1589.
Tout autour de la ville, de nombreuses constructions de style Tudor, géorgien, Régence puis victorien furent érigées. Woodbridge a ainsi un moulin à marée en état de marche, un des deux seuls et le plus ancien. Le premier moulin noté sur le site date de 1170 et dépendait des chanoines Augustins. En 1536, il devint la propriété du roi Henri VIII. En 1564, la reine Élisabeth loua le moulin et le prieuré à Thomas Seckford (en). En 1577, il fonda Woodbridge School (en) et le Seckford Trust (en) (la maison de charité des Seckford) hospices, pour recueillir les pauvres de Woodbridge. Deux moulins à vent subsistent, Buttrum's Mill, Woodbridge (en), et Tricker's Mill, Woodbridge (en). Le premier est ouvert au public.
À Woodbridge se trouvait un terrain de la Royal Air Force (voisin de la Bentwaters Air Force Base, code AITA : BWY) où a été basé pendant un temps le Squadron RAF No. 298.

## Enseignement et arts
La ville propose et subventionne des établissements d'enseignement primaire et secondaire : le collège Farlingaye High School, l'école primaire de Woodbridge, l'école primaire de Kyson et l'école primaire libre de l'Église St Mary d'Angleterre. C'est une école libre, Woodbridge School (en), avec une section junior et senior et des installations de pensionnat.
Woodbridge a son propre orchestre, l'Excelsior, qui fut constitué en 1846 et qui est la plus ancienne harmonie de la région de l'Est-Anglie. Il y a aussi une station de radio locale. La ville possède aussi un parc de deux hectares bien entretenu. Le cimetière des quakers présente aussi un intérêt écologique ainsi que Fen Meadow, une prairie traditionnelle de 2,67 hectares.

## Jumelages

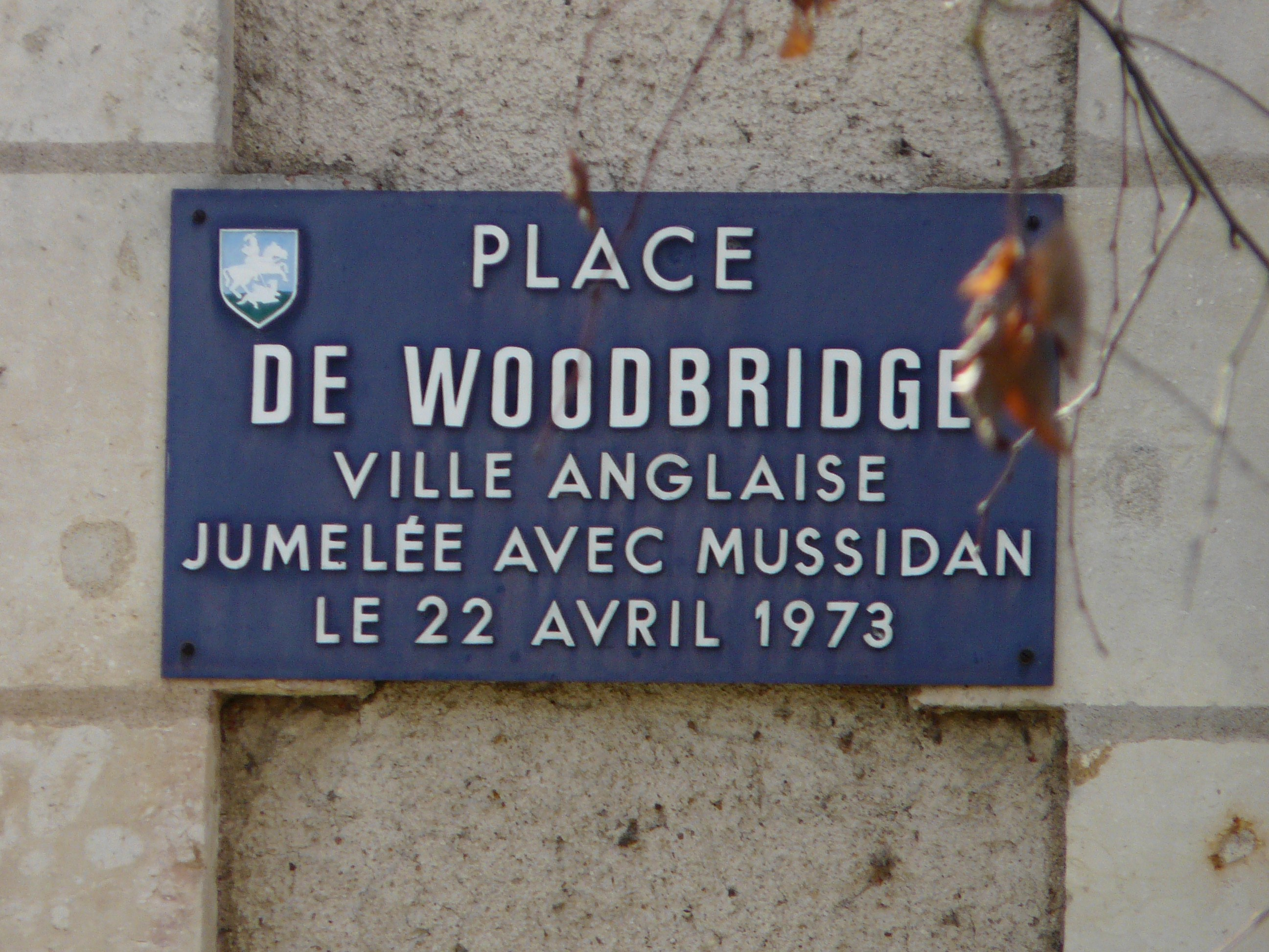
Plaque de rue située à Mussidan.

- Mussidan (France) depuis 1973

## Sports et divertissements
Woodbridge possède un club de football, le Woodbridge Town F.C. (en), qui a joué à Notcutts Park.
Il y a aussi de nombreux clubs et associations dans la ville et en particulier des clubs sportifs de football, badminton, boules, cricket, voile, netball (une variante du basketball, course à pied, rugby, natation, tennis et yachting, ainsi que de l'observation des oiseaux.

## lieux de culte

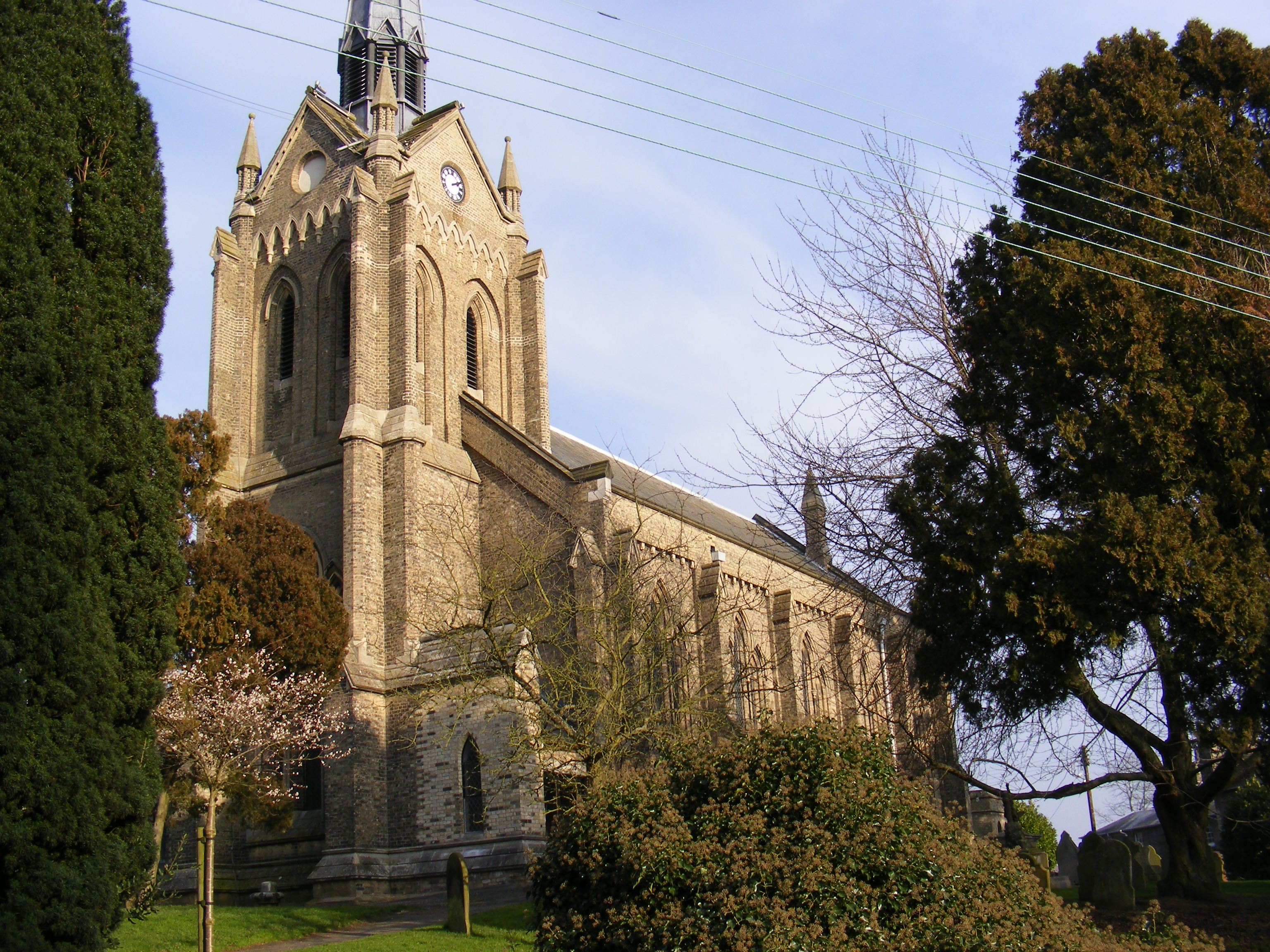
L'église St John, vue ouest, Woodbridge.

Il y a deux églises de l'Église d'Angleterre : l'église médiévale St Mary's sur Market Hill, et l'église victorienne St John's sur St John's Hill.
L'église Woodbridge Quay Church sur Quay Street, connue sous le nom de the Quay Meeting House, est issue de la fusion de la congrégation des Baptistes et la Conférence internationale des églises réformées en 2006. Elle est maintenant affiliée à l'Union Baptiste de Grande-Bretagne et à l'Alliance évangélique. Il existe aussi une église méthodiste sur St John's Street, une maison de l'Armée du salut à Gobitt's Yard, et l'église catholique romaine St Thomas de Cantorbéry dans St John's Street qui forme une paroisse commune avec Framlingham.

## Incident de Rendlesham
Ce qu'on a appelé l'incident de Rendlesham survint dans la forêt de Rendlesham en 1980. Des lumières inexpliquées furent aperçues dans le ciel près de la base de RAF Woodbridge (en), base jumelle de RAF Bentwaters, un aérodrome de l'United States Air Force. Un objet volant non identifié (ovni) aurait atterri dans la forêt. Cet incident continue d'intéresser les ufologues et des débats vigoureux ont eu lieu entre ceux qui croient que des vaisseaux extra-terrestres ont atterri et ceux qui offrent d'autres explications.

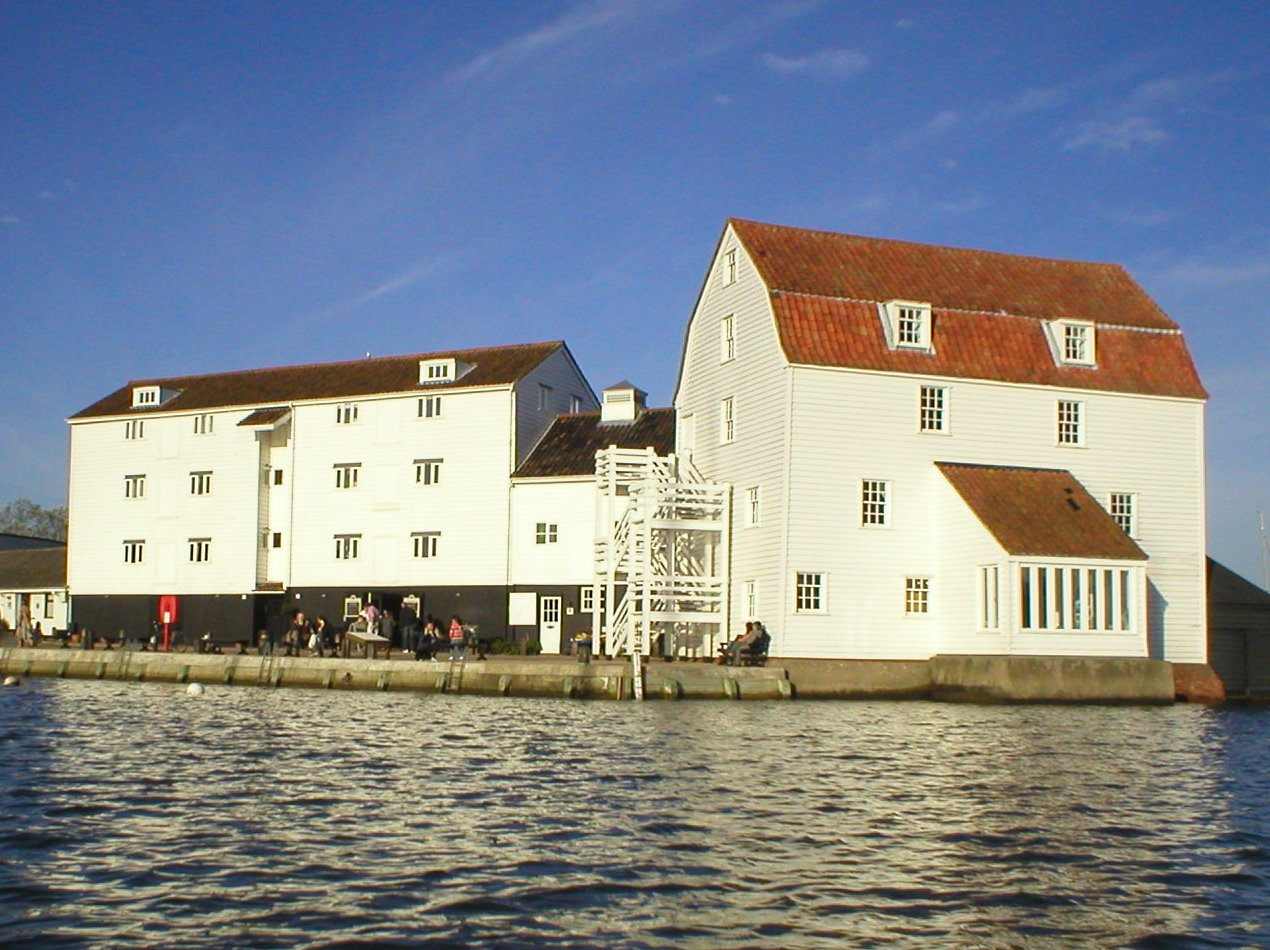
Moulin à marée de Woodbridge

## Habitants célèbres
- L'astronome John Brinkley, né à Woodbridge en 1763
- Le botaniste Herbert Kenneth Airy Shaw, né à Woodbridge en 1902
- Le poète Edward FitzGerald
- Le paléontologue Searles Valentine Wood (1798–1880) y résida.
- L'écrivain de livres pour enfants Anne Knight (children's writer) (en), et son camarade d'écriture Bernard Barton (en) passa dans cette ville la fin de sa vie
- Les musiciens Brian Eno (né à Woodbridge en 1948)[20], Nate James et Charlie Simpson
- Les acteurs Brian Capron (en) et Nicholas Pandolfi (en)
- Le peintre Thomas Churchyard (painter) (en)
- Le directeur général de la BBC Ian Jacob
- L'abolitionniste John Clarkson (abolitionist) (en)
- L'entraîneur de football Roy Keane
- Un membre officiel de la cour de la reine Élisabeth Ire d'Angleterre, Thomas Seckford (en)
- John Calver (en), un fondeur de cloches

## Jumelage
- Avec Mussidan en Dordogne en France.